# فيكتور ديفيس هانسون
فيكتور ديفيس هانسون (بالإنجليزية: Victor Davis Hanson)‏ هو مؤرخ وصحفي أمريكي، ولد في 5 سبتمبر 1953 في فاولير في الولايات المتحدة.

## وصلات خارجية
- الموقع الرسمي
- فيكتور ديفيس هانسون على موقع IMDb (الإنجليزية)
- فيكتور ديفيس هانسون على موقع إن إن دي بي (الإنجليزية)